# آمنة المنصوري
آمنة المنصوري التي لقبت نفسها بـ (الغدير العذب) هي روائية إماراتية ولدت في رأس الخيمة، حصلت على شهادة دبلوم عالي في إدارة نظم المعلومات من كلية التقنية العليا في أبوظبي، وبكالوريوس في تدريس نظم المعلومات. ثم التحقت بجامعة برمنغهام في دبي للحصول على درجة الماجستير في نفس التخصص. كتبت آمنة أولى رواياتها "عيناك يا حمدة" في عام 2012، حيث اعتمدت اللغة العامية البسيطة بالنكهة الإماراتية.

## حياتها
ولدت وترعرعت آمنة المنصوري في رأس الخيمة، تعلقت بالقراءة منذ نعومة أضافرها، وبدأت الكتابة في مرحلة مبكرة من حياتها. في الصف السابع كتبت قصة قصيرة  بعد إصرار من معلمتها على إرسالها لإحدى المسابقات المدرسية، ففازت بالمركز الأول على مستوى المنطقة وتأهلت لتفوز على مستوى الدولة ايضاً في جائزة العلم في الشارقة. نالت المنصوري العديد من الشهادات، كان آخرها شهادة الماجستير بنظم المعلومات من جامعة بيرمنجهام. تعمل آمنة عضواً في هيئة التدريس في كليات التقنية العليا. كما حازت على العديد من الجوائز الأدبية عن مشاركاتها القصصية القصيرة والمسرحية خلال المرحلة الجامعية وما قبلها، وشاركت في كتابة سيناريو وحوار المسلسل الكرتوني الإماراتي «فريج» للموسمين الثاني والثالث.

## أعمالها
- رواية عيناك يا حمدة[6]، عن مدارك للنشر والتوزيع[7] سنة 2012.

- رواية القلب يقظان[8]، عن مدارك للنشر والتوزيع سنة 2016.

- كاتبة سيناريو وحوار المسلسل الكرتوني فريج في الموسمين الثاني والثالث.[5]

## إنجازاتها
- عضو الهيئة التدريسية بمجمع كليات التقنية – إدارة معلومات وحاسوب.
- تتولى آمنة المنصوري إلى جانب منصبها كرئيس تنفيذي للسعادة والإيجابية منصب مدير الخدمات المساندة في كلية التقنية للطالبات بأبوظبي.
- التحقت بالعمل في الكليات في عام 2000 كموظفة في قسم الخدمات الطلابية ثم الأكاديمية قبل أن تنضم لهيئة التدريس في قسم إدارة الأعمال ثم نظم المعلومات.
- في عام 2012، تولت منصب مديرة قسم مصادر التعلم والتعليم المستمر، قبل أن تتولى مهام عملها الحالية، وهي تحمل شهادة البكالوريوس في تدريس نظم المعلومات.
- شاركت في العديد من مسابقات القصة القصيرة على مستوى الدولة[1]، أحرزت المركز الأول في مسابقة يوم المستقبل في الشارقة، كما نالت المركز الأول أيضا في  مسابقة تلخيص كتاب في وزارة التربية والتعليم في الشارقة، ولم تتخل عن المركز الأول حتى في مسابقة القصة القصيرة على مستوى مدارس رأس الخيمة.

## جوائز
شاركت في العديد من مسابقات القصة القصيرة على مستوى الدولة، أحرزت المركز الأول في مسابقة يوم المستقبل في الشارقة، كما نالت المركز الأول أيضا في مسابقة تلخيص كتاب في وزارة التربية والتعليم في الشارقة، ولم تتخل عن المركز الأول حتى في مسابقة القصة القصيرة على مستوى مدارس رأس الخيمة.